# 김유미 (2012년 미스코리아)
김유미(1990년 4월 26일~)는 2012년 미스코리아 진(眞) 출신의 대한민국의 배우이다.

## 학력
- 건국대학교 영화과 학사

## 출연 작품

### 드라마
- 2014년 KBS2 월화드라마 《내일도 칸타빌레》 ... 채도경 역[2] (조연)
- 2015년 엠넷 뮤직드라마 《칠전팔기 구해라》 ... 쥬디 킴 역 (특별출연)
- 2015년 MBC 일일연속극 《최고의 연인》 ... 강세란 역 (조연)
- 2017년 MBC 수목드라마 《자체발광 오피스》 ... 이효리 역 (조연)

### 영화
- 2016년 《바운티 헌터스》 : 현상금사냥꾼 - 메이 역 (조연)
- 2023년 《그대 어이가리》 - 수경 역 (주연)

### 뮤직비디오
- 2014년 토이 - ‪세 사람
- 2015년 2PM - 우리집

## 수상
- 2012년 제56회 미스코리아 선발대회 진
- 2012년 제56회 미스코리아 선발대회 포토제닉상